# Wyżni Żabi Staw Białczański
Wyżni Żabi Staw Białczański (niem. Froschseetaler Oberer Froschsee, słow. Vyšné Žabie pleso Bielovodské, węg. Poduplaszki-Felső-Békás-tó) – staw położony w Dolinie Żabich Stawów Białczańskich (Žabia Bialovodská dolina) w słowackiej części Tatr Wysokich. Znajduje się na wysokości 1702 m n.p.m. (inne pomiary 1699 m). Jego powierzchnia według pomiarów Józefa Szaflarskiego z lat 30. XX wieku to 8,075 ha, długość 502 m, szerokość 241 m, głębokość 24,3 m. Pomiary z lat 1961–67 (pracownicy TANAP-u): 9,560 ha, 538 × 260 m, głębokość 24,3 m. Jest on otoczony m.in. Żabim Szczytem Wyżnim, Żabim Szczytem Niżnim i Młynarzem. Poniżej znajduje się drugi staw doliny, Niżni Żabi Staw Białczański, do którego spływa z Wyżniego Stawu krótki potok.
Przy południowo-zachodnim brzegu stawu znajduje się wysepka o długości około 30 m. Została utworzona ze skalnego materiału znoszonego Białczańskim Kanionem z Żabiej Grani. Od brzegu oddziela ją wąska i głęboka cieśnina. Wysepka jest silnie zarośnięta roślinnością, co oznacza, że proces jej tworzenia już się ukończył.
Nad północnym brzegiem Wyżniego Żabiego Stawu kończy się wyraźna ścieżka dochodząca tutaj z Doliny Białej Wody. Cała Dolina Żabich Stawów Białczańskich to jednak zamknięty dla turystów i taterników obszar ochrony ścisłej.

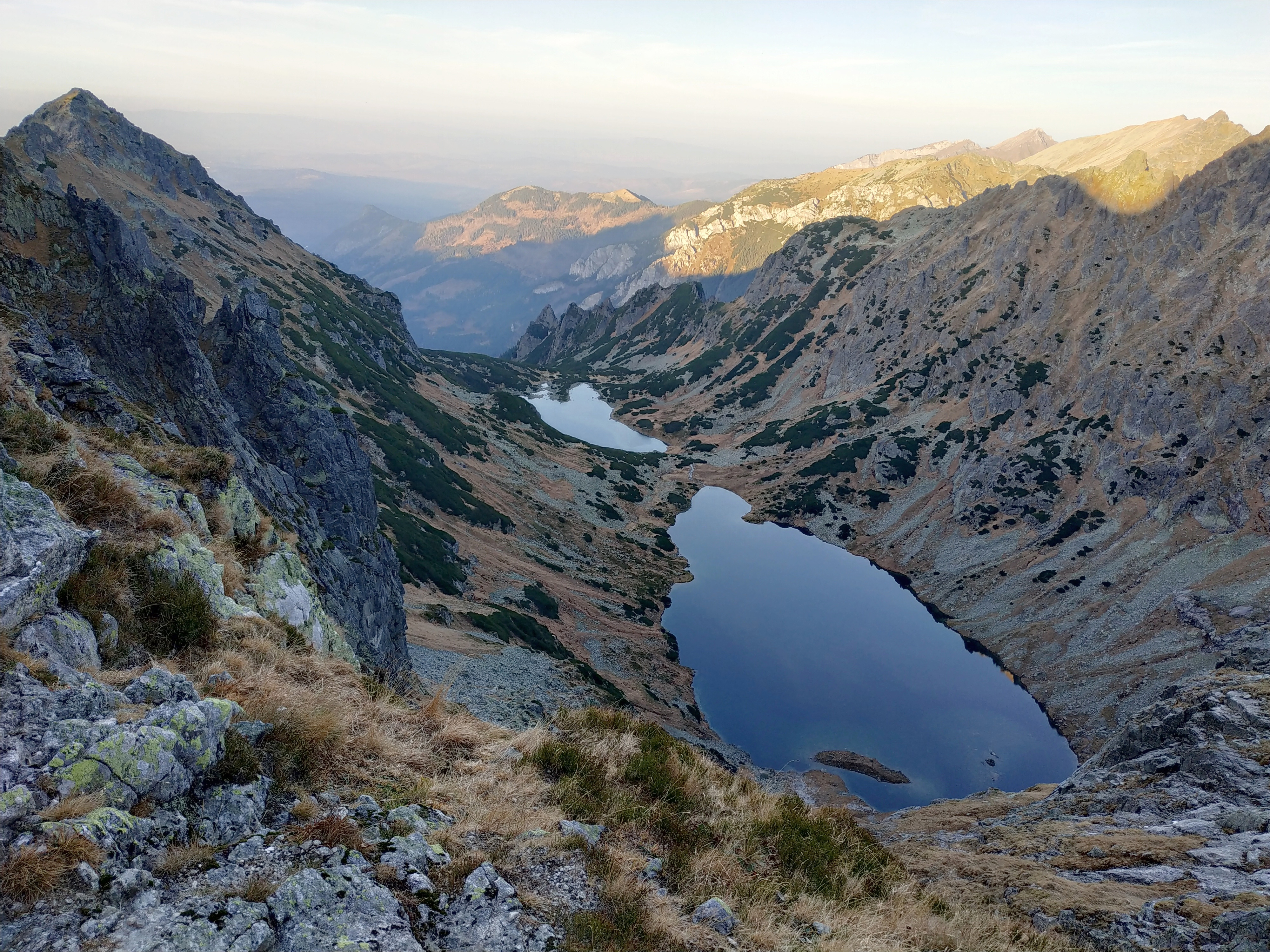
Widok z północnej grani Rysów